# 斎藤寅次郎
斎藤 寅次郎（さいとう とらじろう、1905年（明治38年）1月30日 - 1982年（昭和57年）5月1日）は、日本の映画監督である。本名は寅二郎。喜劇映画を非常に得意とし、しばしば「喜劇の神様」と称される。
妻は自作のコメディエンヌでもあった女優の浪花友子。晩年の1972年に芸名を本名の寅二郎に改めている。

## 来歴・人物
1905年（明治38年）1月30日、秋田県由利郡矢島町（現在の由利本荘市矢島町）舘町で役場収入役の父・孝一郎の子として生まれる。8人兄弟の次男であった。子供のころは一年に一度巡業しに来た活動写真に夢中になっていた。
1919年（大正8年）、矢島小学校小学校高等科を卒業する目前に上京して、祖父の弟が経営する医院に住み込みの書生となる。だが、イタズラ好きな性格から追い出され、その後浅草の小林医院で働きながら、明治薬学校に通う。浅草六区がすぐそばにあったため、活動写真に再び夢中になった。
1920年（大正9年）、星製薬の宣伝部の映写技師に応募して入社し、映写技師の講習を受けた後、活動写真隊地方巡業部として、マキノ映画が作った宣伝映画をもって九州へ2年間回った。やがて、映写技師の仕事に飽きを感じ、映画をつくる側になりたいと思った斎藤は、長崎巡業中に退社。旅費節約をかねて、当時開催された長崎・東京マラソンに参加して東京へ戻った。
1923年（大正12年）、親戚で美術家の斎藤佳三（上野美術学校の講師で、松竹蒲田撮影所の美術部長でもあった）の紹介で、松竹蒲田撮影所に監督志望で入社。大久保忠素監督のもとで助監督を務めた。
同年9月1日、関東大震災で撮影所が罹災、京都に機能移転することになったが、新人の斎藤は蒲田に留守組として残ることになった。その際城戸四郎が蒲田の代理所長となり（撮影所長の野村芳亭は京都に移っている）、彼の企画による『十一時五十八分』（島津保次郎監督）で助監督を務めた。
その後、蒲田撮影所も復活し、所長も城戸が正式に就任。斎藤は大久保、清水宏とともに松竹京都撮影所に移る。その頃兵隊検査の為秋田へ帰っているが、補充兵として入隊はまぬがれている。のち、京都撮影所の閉鎖で蒲田に復帰。
1926年（昭和元年）、大久保との共同監督2本を経て、監督に昇進。『桂小五郎と幾松』で監督デビュー。デビューからしばらくは時代劇を監督していた。
1927年（昭和2年）、清水宏と共同で初の喜劇作品『不景気征伐』を監督。翌1928年（昭和3年）には単独で初の喜劇作品『浮気征伐』を監督。以降、城戸が開拓したナンセンス喜劇を多数手掛けていき、その第一人者となった。特に1935年（昭和10年）の『子宝騒動』と『この子捨てざれば』は彼の代表作として知られ、後者は短編喜劇としては珍しい、キネマ旬報ベストテンにランクインされている。
1937年（昭和12年）、城戸が撮影所長から社長に就任。新任所長は喜劇に理解の無い人物であったため、打診があった東宝へ移籍。榎本健一の『エノケンの法界坊』、古川ロッパの『ロッパのお父ちゃん』、エンタツ・アチャコの『水戸黄門漫遊記』なで人気コメディアン主演の喜劇映画を手掛け、大ヒットさせる。1945年の『東京五人男』はいまだ焦土の東京でエンタツ・アチャコや古川ロッパを自在に活躍させた、代表作のひとつである。
戦後は東宝争議の余波で新東宝で映画を製作するようになる。ほか東映、大映などでも多数の喜劇映画を撮った。
1962年（昭和37年）、胆嚢を患ったため、『大笑い清水港』を最後に監督を引退した。晩年は趣味のマラソンで、日本中・世界中のマラソン大会に参加していた。
1982年（昭和57年）5月1日、肝硬変のため死去。77歳没。没後勲四等瑞宝章に叙せられた。
先鋭的なギャグに満ちていたと評される蒲田時代のサイレント喜劇作品は、現在ほとんど残っておらず、現存しているのは1997年（平成9年）に発見された『石川五右衛門の法事』と2004年（平成16年）に発見された『モダン怪談100,000,000円』と『明け行く空』『子宝騒動』（以上は東京国立近代美術館フィルムセンターもしくはマツダ映画社が所蔵）のみである。

## 作風
作品のスタイルはスラップスティックコメディである。蒲田時代はナンセンス喜劇の名手、東宝移籍後も喜劇映画の巨匠として、生涯にわたって200本以上の喜劇作品を撮り続けた。
作品の内容もドタバタ劇らしいもので、『活動狂』はチャップリンが尾上松之助の忍術映画を見て真似をする話。『全部精神異常あり』は何もかもがあべこべになった話、『この子捨てざれば』は捨て子を毎日拾う男の話。また、当時話題になったニュースや出来事を題材にしたものも多く、『煙突男』は当時世間を賑わした煙突男事件をモデルにしている。チャップリンをネタにしたものも多く、来日したチャップリンがいろいろな騒動を起こす『チャップリンよなぜ泣くか』という作品も作られている。その作品にチャップリン役で主演した小倉繁は「和製チャップリン」と呼ばれた。
蒲田時代には小倉をはじめ渡辺篤や、子役の突貫小僧、爆弾小僧、妻の浪花友子、出雲八重子らを数多く起用した。東宝移籍後以降はエノケン、ロッパ、エンタツ・アチャコ、柳家金語楼、川田晴久、高勢実乗、清川虹子、田端義夫らを起用。また、美空ひばりの映画初出演作品『のど自慢狂時代』や伴淳三郎が「アジャパー」でブレイクしたきっかけとなった『吃七捕物帖 一番手柄』を監督したのも斎藤であった。
松竹がトーキー第1作『マダムと女房』を発表してからトーキー映画が量産されていくが、斎藤はこのときもサイレント映画を作り続けていた。『熊の八ツ切り事件』からはサウンド版で作るようになり、1936年（昭和11年）の『女は何故怖い』で初めてのトーキーを手掛けている。
大蔵貢が新東宝の社長に就任した後、大蔵は自身の別荘で「監督会」を開催しており、その席上で下品な猥談を自慢気に語るのが常だったが、斎藤はそれを上回る話をして大蔵を白けさせていたという。当時、若手監督だった赤坂長義は、斎藤はそれで大蔵に嫌われて干されてしまったが、大蔵にへつらわない斎藤の姿を見て彼が好きになったと語っている。プロデューサーの佐川滉は、斎藤が干された原因を「小道具費がかかる。爆発したり、消火栓が飛んだり。予算オーバーでワクでできないからです。無駄だと大蔵さんが思ったから」と述べている

## 監督作品
Category:斎藤寅次郎の監督映画
- 桂小五郎と幾松（1926年）
- 噫河野巡査（1926年）
- 島原美少年録（1927年）
- 不景気征伐（1927年） - 清水宏と共同監督
- 浮気征伐（1928年）
- 活動狂（1928年）
- 明け行く空（1929年）
- 全部精神異常あり（1929年）
- モダン怪談 100,000,000円（1929年） - 短縮版プリントが現存
- 美人暴力団（1930年）
- あら!その瞬間よ（1930年）
- 石川五右衛門の法事（1930年）
- 色気だんご騒動記（1930年）
- 煙突男（1930年）
- モダン籠の鳥（1931年）
- 三太郎満州出征（1932年）
- 熊の八ツ切り事件（1932年）
- チャップリンよなぜ泣くか（1932年）[3]
- 女は寝て待て（1932年）
- 和製キング・コング（1933年）
- あわてものの熊さん（1933年）
- 男やもめの巌さん（1934年）
- 腰の抜けた女（1934年）
- 噫薄情[4]
- 馬帰る（1935年）
- 子宝騒動（1935年）
- この子捨てざれば（1935年）
- 泣かせてね（1936年）
- エノケンの法界坊（1938年）
- ロッパのお父ちゃん（1938年）
- ロッパの大久保彦左衛門（1939年）
- 東京ブルース（1939年）
- 突貫駅長（1940年）
- 東京五人男（1945年） - クレジットでの表記は監督ではなく演出
- あきれた娘たち（1949年）
- おどろき一家（1949年）
- 憧れのハワイ航路（1950年）
- 青空天使（1950年）
- 東京キッド（1950年）
- とんぼ返り道中（1951年）
- アジャパー天国（1953年）
- ハワイ珍道中（1954年）
- 浮かれ狐千本桜（1954年）
- 仇討珍剣法（1954年）
- 歌まつり満月狸合戦（1955年）
- 恋すれど恋すれど物語（1956年）
- 勢揃い江戸っ子長屋（1958年）
- 大笑い江戸っ子祭（1959年）

## 参考資料
- 『日本の喜劇王　斎藤寅次郎自伝』（鈴木義昭編、清流出版）
- 『あゝ活動大写真 グラフ日本映画史 戦前篇』（朝日新聞社刊）